# A, E, I, O... Urca
A, E, I, O… Urca é uma minissérie brasileira produzida e exibida pela TV Globo de 24 de junho a 13 de julho de 1990, em 13 capítulos.
Escrita por Antonio Calmon e Doc Comparato, e idealizada por Carlos Manga e Doc Comparato, e direção de Maurício Sherman e Dennis Carvalho.
Como é sugerido no título, a série é ambientada no Cassino da Urca, nas décadas de 1930 e 1940, nos chamados "anos de ouro" do Rio de Janeiro.
Contou com Débora Bloch, Carlos Alberto Riccelli, Renata Sorrah, Marcos Paulo, Raul Cortez, Beatriz Segall, Herson Capri, Carla Marins e Pedro Cardoso nos papéis principais.

## Trama
A minissérie é ambientada entre o final da década de 1930 e o início dos anos 40, em meio à efervescência da Segunda Grande Guerra que envolve grande parte do planeta. Enquanto isso, no Brasil, o Rio de Janeiro vive momentos de glamour no Cassino da Urca. Nesse pano de fundo é que o croupier Tide (Carlos Alberto Ricceli) e a dançarina Sílvia (Débora Bloch) tem que lidar com tramas paralelas carregadas de mistério e que envolvem perseguição política, Antissemitismo, crimes e espionagem internacional.
Silvia é a bailarina paulista que se muda para o Rio e passa a morar na casa de Dona Damásia (Eloísa Mafalda) e divide um quarto com a jovem Suzy (Carla Marins). A bailarina logo passa a trabalhar como corista do Cassino da Urca e conhece a figurinista do Cassino, Olga (Renata Sorrah), cujo amante Jofre (Raul Cortez), é um agente da Gestapo. Jofre usa Silvia em sua missão de espionagem internacional para a Alemanha Nazista, e força a dançarina para trabalhar para ele, oferecendo em contrapartida a liberdade do pai da moça (Ivan Cândido), um político oposicionista ao governo de Getúlio Vargas, que seria deportado para a Alemanha nazista.
Mas Sílvia conhece também Justino, grande amigo de Tide, um jogador inveterado e gigolô profissional que mantém um romance de interesse com a Condessa Sofia Mark. E ainda Michael, um inglês boa-praça com quem acaba se casando, obrigada por Jofre, para roubar o mapa de uma mina de urânio que se encontra em poder dele. Com medo de que o pai seja deportado para a Alemanha, Sílvia abandona Tide para casar-se com Michael, mediante a chantagem do nazista Jofre, com a finalidade de furtar um mapa de mina de urânio guardado por ele e evitar a deportação do pai. Isso, por outro lado, deixa o seu namorado desesperado.
Outros personagens cercam o casal de protagonistas, como Justino (Marcos Paulo), emérito jogador do Cassino e amigo íntimo de Tide, que vive um romance com a Condessa falida Sofia Mark (Beatriz Segall).

## Elenco
| Interprete              | Personagem                     |
| ----------------------- | ------------------------------ |
| Débora Bloch            | Sílvia Donazzi                 |
| Carlos Alberto Riccelli | Aristide 'Tide' Campos         |
| Raul Cortez             | Jofre Monteiro                 |
| Renata Sorrah           | Olga Luiza                     |
| Marcos Paulo            | Justino                        |
| Beatriz Segall          | Condessa Sofia Iamatre         |
| Herson Capri            | Michael                        |
| Carla Marins            | Suzy Lee                       |
| Pedro Cardoso           | Nico                           |
| Sandra Annenberg        | Carmencita                     |
| Gracindo Júnior         | Joel                           |
| Eloísa Mafalda          | Dona Damásia                   |
| Rodolfo Bottino         | Baby Zenalo                    |
| Mauro Mendonça          | Damasceno                      |
| Denise Fraga            | Sarinha                        |
| Ivan Cândido            | Frederico Donazzi              |
| Tadeu Aguiar            | Herivelto Martins              |
| Daniel Dantas           | Nelson                         |
| Selma Egrei             | Denise, a solitária do Cassino |
| Wilson Grey             | João                           |
| Luiz Guilherme          | Afonso Donazzi                 |
| Cláudio Mamberti        | Ruiz                           |
| Mario Borges            | Joaquim Rollas                 |
| Paulo Reis              | Delegado                       |
| Nildo Parente           | Chianca                        |
| Christovam Neto         | Balduino de Sousa (Negão)      |
| Duda Mamberti           |                                |
| Silveirinha             |                                |
| Sílvio Pozatto          | gerente do Copacabana Palace   |

## Exibição
Foi reexibida na íntegra pelo Viva de 27 de junho a 13 de julho de 2011, substituindo Anos Rebeldes e sendo substituída por Desejo, às 23h45.

### Outras Mídias
Em  31 de março de 2025, foi disponibilizada na íntegra pelo Globoplay, como parte do Projeto Resgate. Em comemoração aos 35 anos da exibição original.